# Quend-Plage
Quend-Plage of Quend-Plage-les-Pins is een badplaats in de Franse gemeente Quend in het departement Somme. De badplaats ligt aan de Kanaalkust, meer dan zes kilometer ten westen van het dorpscentrum van Quend.

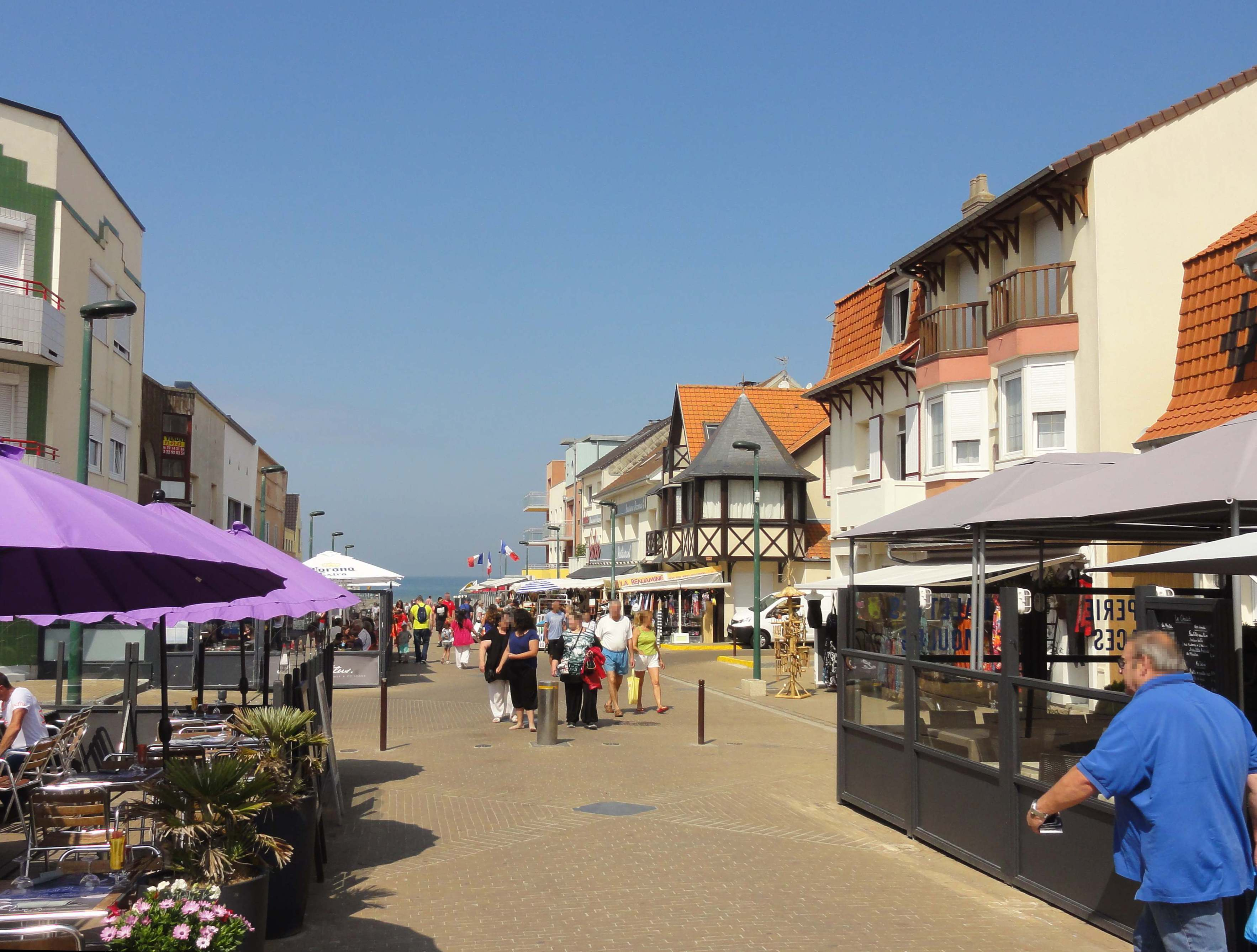
Avenue Adéodat Vasseur

## Geschiedenis
De plaats was vroeger een onbebouwd duinengebied, zoals te zien op de 18de-eeuwse Cassinikaart.
Op het eind van het ancien régime op het eind van de 18de eeuw, toen de gemeenten werden gecreëerd, kwam dit kustgebied bij de gemeente Saint-Quentin-en-Tourmont, waarvan het dorpscentrum meer dan 5 kilometer ten zuidoosten lag. De duinen waren eigendom van de graaf van Artesië maar werden op 13 vendémiaire VI (4 oktober 1797) afgenomen en verkocht aan privé-eigenaren.
In de laatste decennia van de 19de eeuw ontwikkelde zich kusttoerisme en men liet een laan trekken van Quend en Monchaux richting de kust en eerste villa's werden gebouwd in de badplaats die Saint-Quentin-Plage werd genoemd. In de jaren 1890 werd de vastgoedmaatschappij Société Immobilière de Saint-Quentin-Plage opgericht, die de gronden wou verkavelen en de badplaats verder ontwikkelen.
Bij een decreet van 7 september 1899 voerden de gemeenten Saint-Quentin-en-Tourmont een grondgebiedswissel door. Het noordelijke grondgebied van Saint-Quentin-en-Tourmont, met de groeiende badplaatsen Saint-Quentin-Plage en Fort-Mahon-Plage werden daarbij overgeheveld naar Quend. De badplaats werd voortaan Quend-Plage genoemd.
De vastgoedmaatschappij, ondertussen hernoemd in de Société Anonyme de Quend-Plage, ging in 1900 in vereffening en werd ontbonden. De gronden kwamen in van notaris Léopold Adeodat Vasseur. Hij verkavelde zijn terrein en de badplaats ontwikkelde zich verder, later ook onder impuls van zijn zoon Marcel. Zij lieten ook de omliggende verstevigen door de aanplanting van helmgras, populieren en dennen (Frans: pins), wat aanleiding gaf tot de naam Quend-Plage-les-Pins. Vasseur liet er in 1914 ook een kapel oprichten, de Chapelle Notre-Dame des Dunes, later Chapelle Notre-Dame-des-Pins.

## Bezienswaardigheden
- De Église Notre-Dame des Pins
- De zeedijk en het zandstrand

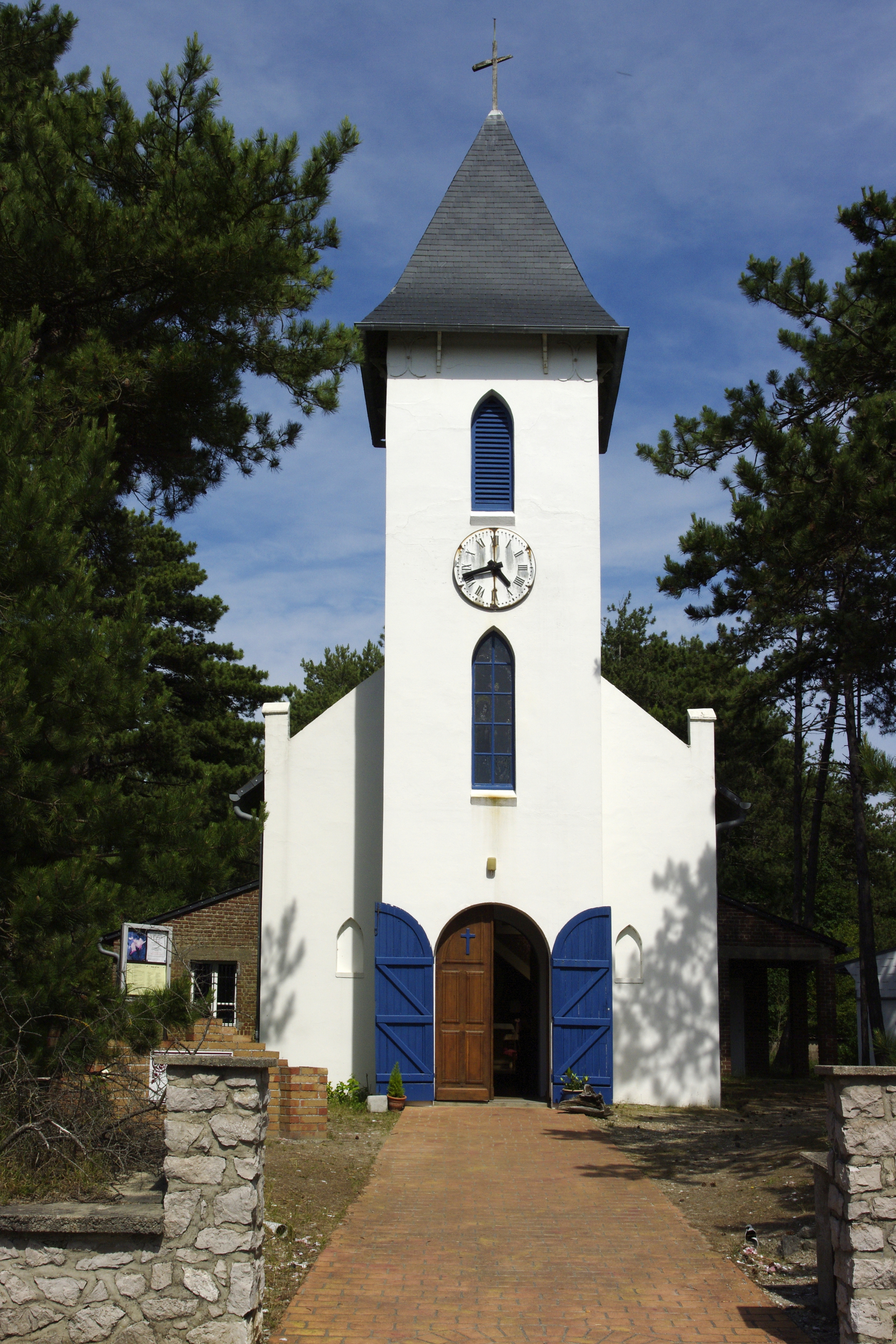
Chapelle Notre-Dame-des-Pins
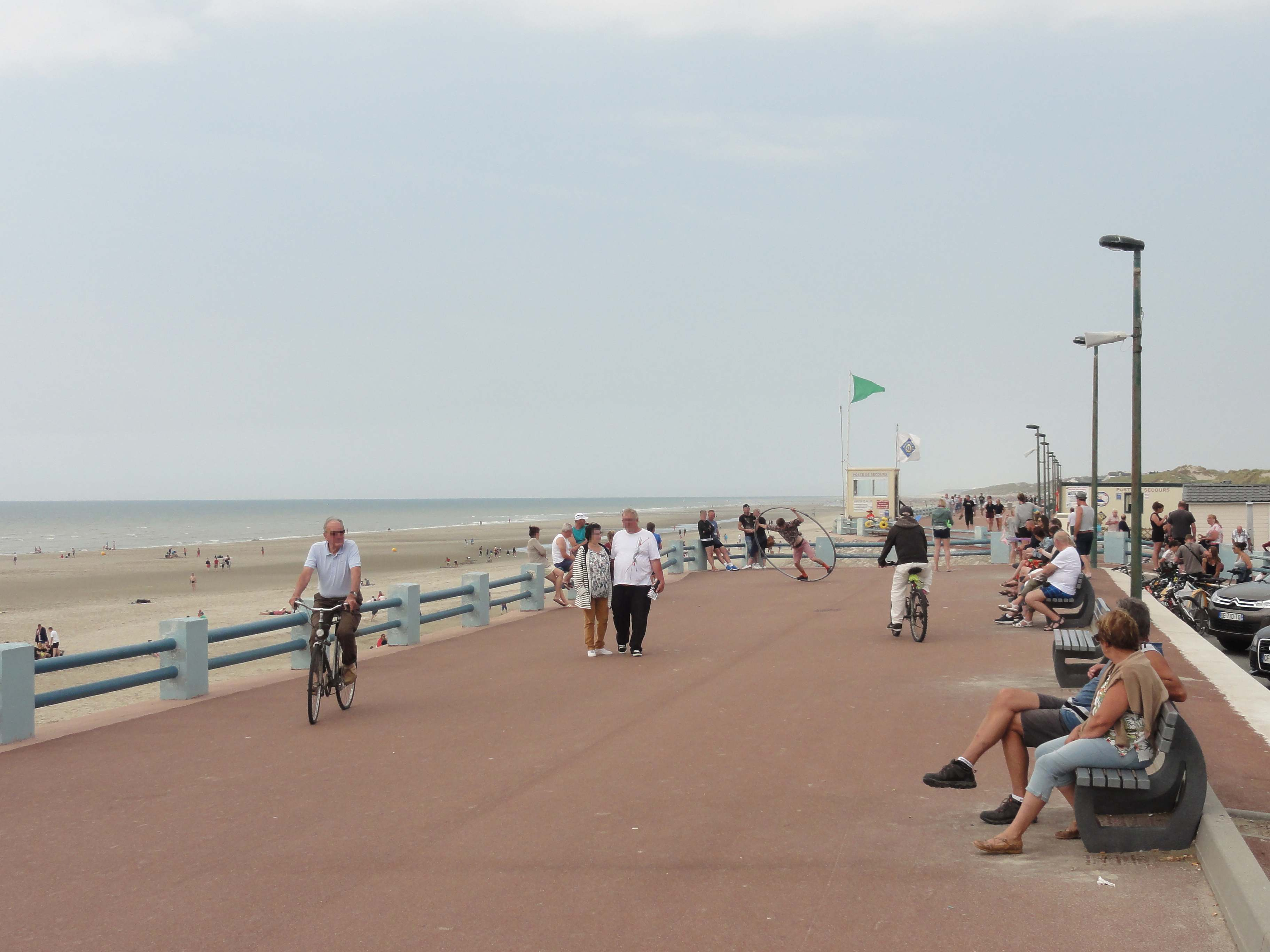
Zeedijk (Terrasse Marcel Vasseur)

Châteauneuf · la Dune Fleurie · Froise · Monchaux · Quend · Quend-Plage · Routhiauville · Vieux Quend